# Чемпіонат світу з трекових велоперегонів 1901
Чемпіонат світу з трекових велоперегонів 1901 пройшов з 7 по 14 липня 1901 року в Берліні, Німецька імперія. Змагання проводилися у двох дисциплінах — спринті та гонці за лідером серед аматорів та професіоналів окремо.

## Медалісти

### Чоловіки
Професіонали
| Дисципліна       | Золото             | Срібло        | Бронза         |
| Спринт           | Торвальд Еллегаард | Едмонд Жаклін | Густав Шиллінг |
| Гонка за лідером | Тадеус Робль       | Піт Дікентман | Фріц Райзер    |

Аматори
| Дисципліна       | Золото        | Срібло           | Бронза            |
| Спринт           | Еміль Метро   | Рудольф Вейтруба | Генріх Штрут      |
| Гонка за лідером | Генріх Сіверс | Бруно Зальцман   | Альфред Ґьорнеман |

## Загальний медальний залік
| Місце  | Країна           | Золото | Срібло | Бронза | Загалом |
| ------ | ---------------- | ------ | ------ | ------ | ------- |
| 1      | Німецька імперія | 2      | 1      | 2      | 5       |
| 2      | Франція          | 1      | 1      |        | 2       |
| 3      | Данія            | 1      |        |        | 1       |
| 4      | Нідерланди       |        | 1      | 1      | 2       |
| 5      | Австро-Угорщина  |        | 1      |        | 1       |
| 6      | Швейцарія        |        |        | 1      | 1       |
| Всього | Всього           | 4      | 4      | 4      | 12      |